# Mondamin (cràter)
Mondamin és un cràter sobre la superfície del planeta nan Ceres, situat amb el sistema de coordenades planetocèntriques a -54.8 ° de latitud nord i 359.54 ° de longitud est. Fa un diàmetre de 126 km. El nom va ser fet oficial per la UAI el 15 d'octubre del 2015 i fa referència a Mondamin, divinitat del blat de moro a la cultura dels ojibwe.